# 아베오쿠타

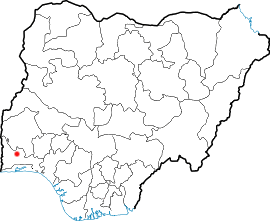
아베오쿠타의 위치

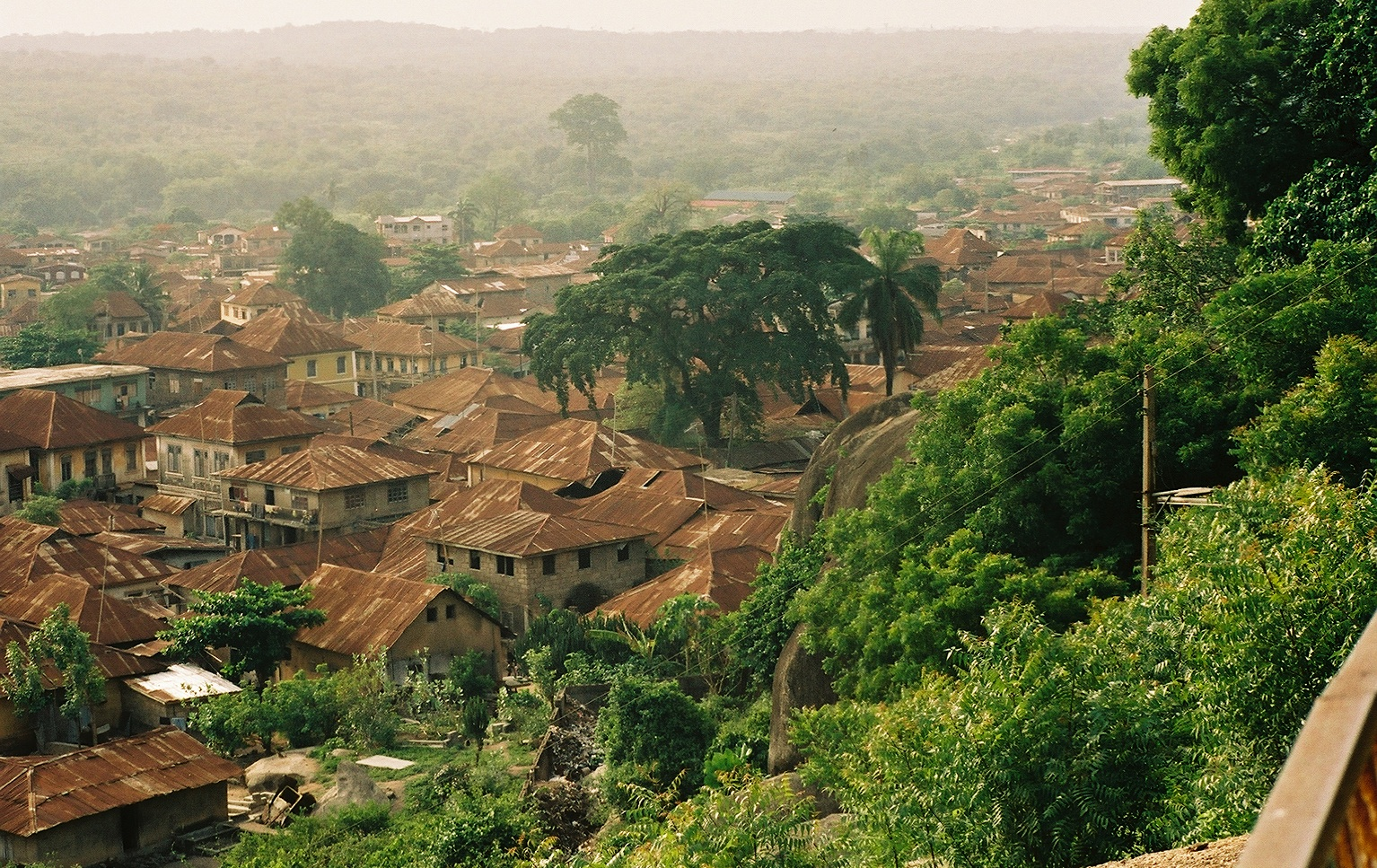
아베오쿠타 시가지

아베오쿠타(Abeokuta)는 나이지리아 남서부에 위치한 도시로, 오군주의 주도이며 인구는 593,140명(2005년 기준)이다. 노벨 문학상을 수상한 작가인 월레 소잉카가 태어난 곳이기도 하다.